# Kiss My Lips
Kiss My Lips è un album in studio della cantante sudcoreana BoA, pubblicato nel 2015.

## Tracce
1. Kiss My Lips – 3:46
2. Who Are You (featuring Gaeko) – 3:44
3. Smash – 2:34
4. Shattered – 3:56
5. Fox – 3:59
6. Double Jack (featuring Eddy Kim) – 3:48
7. Home – 3:38
8. Clockwork – 3:56
9. Love and Hate – 4:03
10. Green Light – 4:01
11. Hello – 4:22
12. Blah – 3:39